# Święta Wojna
Święta Wojna (deutsch Heiliger Krieg) ist eine polnische Komödienserie, die von 1999 bis 2008 produziert und von 2000 bis 2009 erstausgestrahlt wurde. Die Serie spielt in Katowice (Oberschlesien).
Im Juni 2019 hat man informiert, dass die neue Episoden in Produktion sind. Die Erstausstrahlung ist für den Herbst 2020 geplant.

## Handlung
Bercik ist ein kreativer Schlesier. Er hat unzählige, oft verrückte Ideen bzw. Problemlösungen für Freizeit, Hobby und das Leben. Bei der Umsetzung dieser Ideen wird er von seinem Freund Zbyszek (nichtschlesischer Einwanderer) unterstützt. Die Frau von Bercik, Andzia, steht den Ideen der beiden eher skeptisch gegenüber.

## Besetzung
| Name                | Rolle                    |
| ------------------- | ------------------------ |
| Krzysztof Hanke     | Hubert (Bercik) Dworniok |
| Joanna Bartel       | Anna (Andzia) Dworniok   |
| Zbigniew Buczkowski | Zbyszek                  |
| Grzegorz Stasiak    | Alojz                    |
| Andrej Mrozek       | Kipuś                    |
| Bogdan Kalus        | Gerard Nowak             |
| Józef Polok         | Ernest                   |
| Paweł Polok         | Johnny                   |
| Gertruda Szalsza    | Karlikowa                |
| Ryszard Opyda       | Karlik                   |
| Jan Jakub Skupiński | Hubert Stańczyk          |
| Krzysztof Respondek | Ewald                    |

## Staffeln
| Nr. | Episoden | Produktionsjahr |
| --- | -------- | --------------- |
| 1   | 8        | 1999            |
| 2   | 38       | 2000            |
| 3   | 41       | 2001            |
| 4   | 40       | 2002            |
| 5   | 42       | 2003            |
| 6   | 33       | 2004            |
| 7   | 26       | 2005            |
| 8   | 28       | 2006            |
| 9   | 34       | 2007            |
| 10  | 33       | 2008            |
| 11  |          |                 |